# Geórgia do Sul

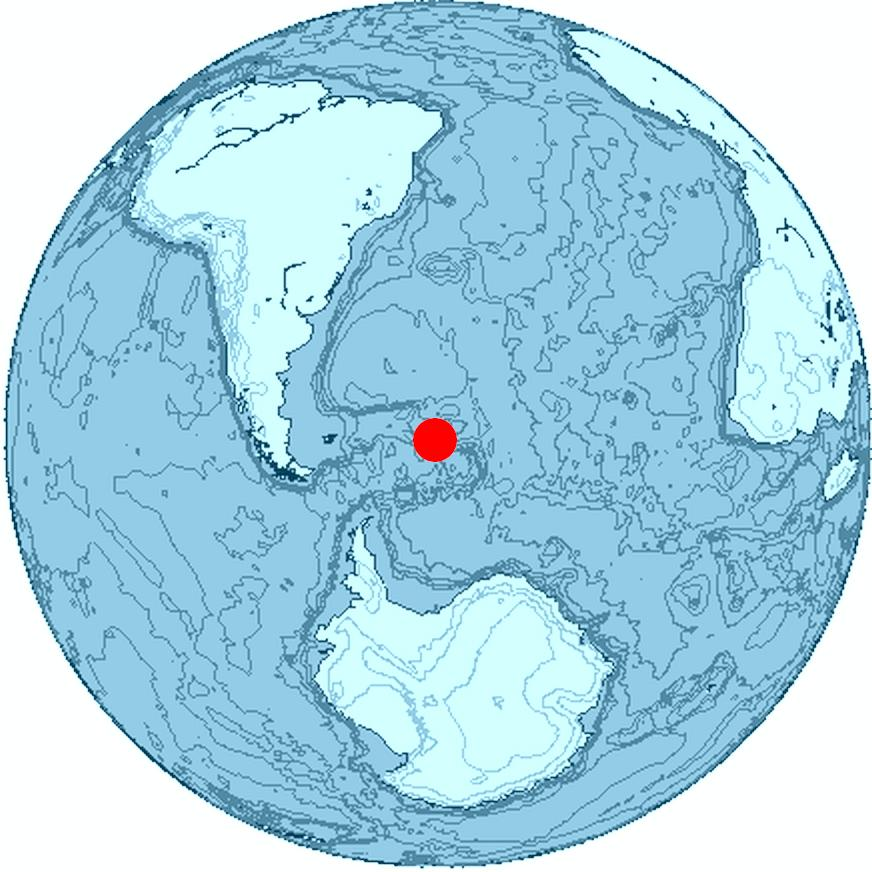
Localização no globo terrestre.

Geórgia do Sul (em inglês:  South Georgia; em castelhano:  San Pedro), é uma ilha, território britânico ultramarino, situada no Oceano Atlântico, com uma área de 3 755 km². Fica entre as ilhas Malvinas e as Sandwich do Sul. Tal como as Malvinas, foi ocupada pela Argentina durante a Guerra das Malvinas em 1982. Desabitada, apenas permanecem na ilha cientistas, cujo número varia ao longo do ano, normalmente entre 16 de inverno a 32 no verão. O centro científico fica no local denominado Grytviken.
Na zona montanhosa a ilha atinge 2 934 m de altitude no Monte Paget.
Por vezes sofre tempestades, e as águas do mar próximas são muito frias.
A Geórgia do Sul tem várias estações para a pesca da baleia (norueguesas até 1963, japonesas desde então), caça de focas e criação de renas (c. 3 000). Naquela ilha fica a estação de investigação britânica Ponto Rei Eduardo. Existe uma estação biológica na Ilha Bird.
No Cemitério de Grytviken foi sepultado o corpo de Sr. Ernest Henry Shackleton navegador que se tornou notável pela  expedição do Endurance. Em sua sepultura foi erguido um monumento registrando sua façanha.

## Referências

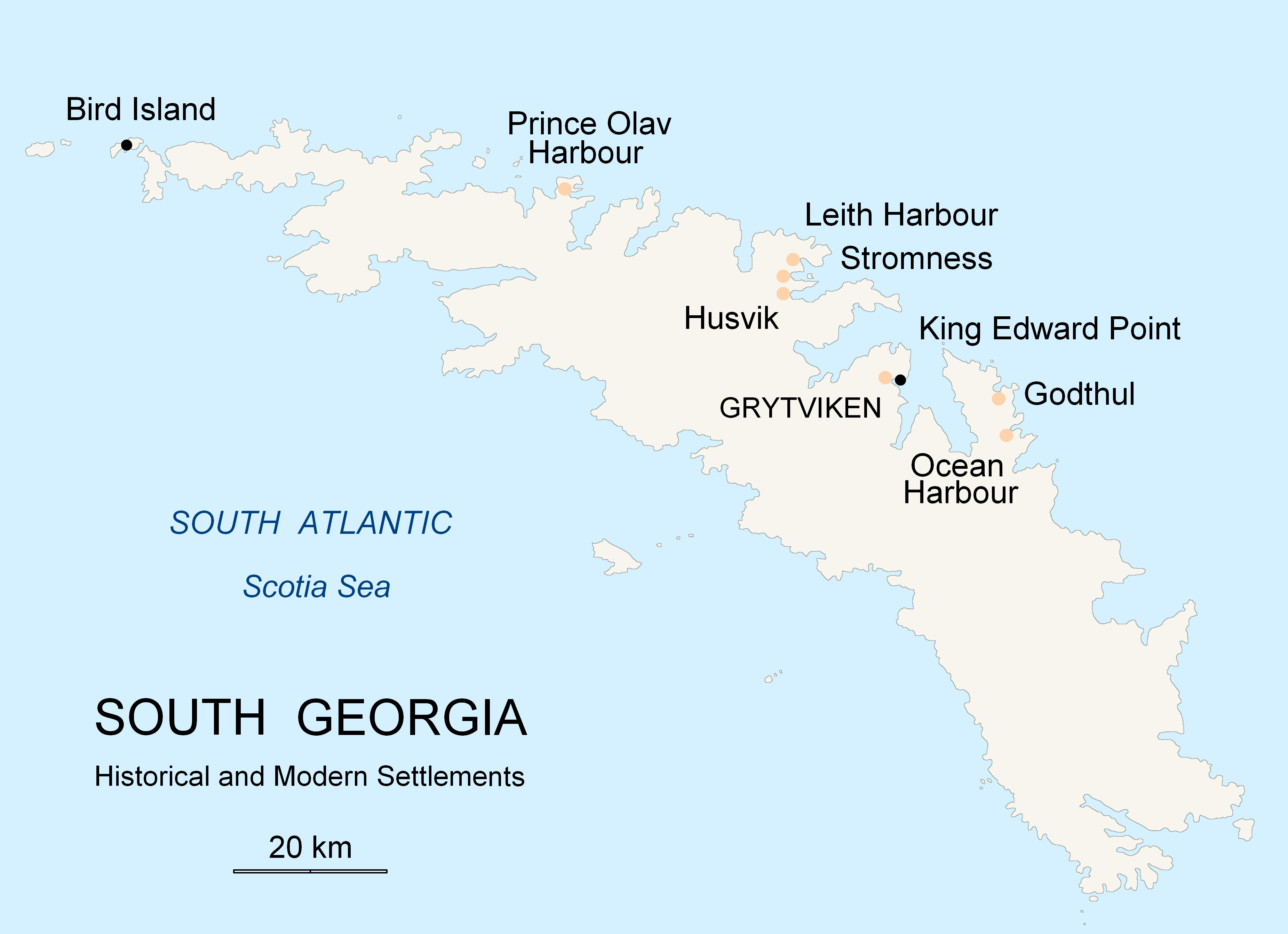
Vilas históricas e modernas na ilha Geórgia do Sul.